# Paredes (Kasztília-La Mancha)
Paredes egy község Spanyolországban, Cuenca tartományban. Paredes Alcázar del Rey, Uclés, Huelves, Barajas de Melo és Vellisca községekkel határos. Lakosainak száma 68 fő (2024).

## Népesség
A település népessége az utóbbi években az alábbiak szerint változott:
| Lakosok száma | 83   | 84   | 99   | 99   | 85   | 66   | 65   | 66   | 57   | 68   |
|               | 2001 | 2004 | 2006 | 2009 | 2011 | 2014 | 2016 | 2019 | 2021 | 2024 |